# Rugby en Argentina en 2017
El rugby en Argentina en 2017 tuvo cambios en los torneos de clubes. El Torneo de la URBA abandonó el formato de grupos, Top 14 y Reubicación, adoptando un sistema de divisiones tradicional, donde el nuevo Top 12 se juega a dos ruedas todos contra todos y fase final. El Torneo Nacional de Clubes pasó a tener dos divisiones, y participan todos los clubes del Top 12 de la URBA. El Torneo del Interior continuó con dos divisiones, por lo que participaron más clubes en torneos UAR.

## Pumas

### Ventana de junio
Todos los partidos se encuentran en horario de Argentina (UTC -3:00).
| 10 de junio, 16:15 | Pumas | 34 - 38 | Inglaterra | Estadio del Bicentenario, San Juan                      |                                                         |
|                    | Tries: Boffelli 7' Lavanini 36' De la Fuente 50' Tuculet 52' Conversiones: (4/4) Sánchez 8', 37', 51', 54' Penales: (1/3) Sánchez 40' Drop: (1/1) Hernández 76' | Reporte | Tries: 30' Yarde 46' May 64' Ford 78' Solomona Conversiones: 32', 48', 78' Ford (3/4) Penales: 16', 26', 42', 62' Ford (4/4) | Asistencia: 23 000 espectadores Árbitro(s): Nigel Owens | Asistencia: 23 000 espectadores Árbitro(s): Nigel Owens |
| TV: ESPN 2         | |         | |                                                         |                                                         |

| 17 de junio, 16:15 | Pumas | 25 - 35 | Inglaterra | Estadio B.G Estanislao López, Santa Fe                 |                                                        |
|                    | Tries: Tuculet 7' Matera 51' Boffelli 58' Conversiones: (2/3) Sánchez 9', 59' Penales: (2/4) Sánchez 14', 18' | Reporte | Tries: 4' Ewels 30' Francis 55' Care 64' Collier Conversiones: 5', 56', 65' Ford (3/4) Penales: 10', 28' Ford (2/2) Drop: 73' Ford (1/1) | Asistencia: 29 750 espectadores Árbitro(s): John Lacey | Asistencia: 29 750 espectadores Árbitro(s): John Lacey |
| TV: ESPN 2         | |         | |                                                        |                                                        |

| 24 de junio, 16:15 | Pumas | 45 - 29 | Georgia | Estadio 23 de Agosto, San Salvador de Jujuy             |                                                         |
|                    | Tries: Creevy 32' Tuculet 36' Moyano 42', 52', 55' Conversiones: (4/5) Sánchez 33', 37', 43', 52' Penales: (4/5) Sánchez 3', 15', 23', 26' | Reporte | Tries: 38' Kacharava 50' Try Penal 67' Matiashvili 78' Mamukashvili Conversiones: 68', 79' Matiashvili (2/2) Kvirikashvili (0/1) Penales: 19' Kvirikashvili (1/1) | Asistencia: 20 200 espectadores Árbitro(s): Luke Pearce | Asistencia: 20 200 espectadores Árbitro(s): Luke Pearce |
| TV: ESPN 2         | |         | |                                                         |                                                         |

### Rugby Championship
Todos los partidos se encuentran en horario de Argentina (UTC -3:00).
| 19 de agosto, 12:05 | Sudáfrica | 37 - 15 | Pumas | Nelson Mandela Bay Stadium, Port Elizabeth |  |

| 26 de agosto, 16:30 | Pumas | 23 - 41 | Sudáfrica | Estadio Padre Ernesto Martearena, Salta |  |

| 9 de septiembre, 4:35 | Nueva Zelanda | 39 - 22 | Pumas | Estadio Yarrow, New Plymouth |  |

| 16 de septiembre, 7:00 | Australia | 45 - 20 | Pumas | Estadio Canberra, Canberra |  |

| 30 de septiembre, 19:30 | Pumas | 10 - 36 | Nueva Zelanda | Estadio José Amalfitani, Buenos Aires |  |

| 7 de octubre, 19:30 | Pumas | 20 - 37 | Australia | Estadio Malvinas Argentinas, Mendoza |  |

- Posición final: 4.º puesto (6 derrotas, 0 puntos)

### Ventana de noviembre
Todos los partidos se encuentran en horario de Argentina (UTC -3:00).
| 11 de noviembre, 12:00 | Inglaterra                                                                                     | 21 - 8  | Pumas                                         | Estadio Twickenham, Londres                                           |                                                                       |
|                        | Tries: Hughes 22' Rokoduguni 65' Conversiones: (1/2) Ford 67' Penales: (3/4) Ford 6', 13', 33' | Reporte | Tries: 77' Sánchez Penales: 9' Boffelli (1/2) | Asistencia: 81 683 espectadores Árbitro(s): Marius van der Westhuizen | Asistencia: 81 683 espectadores Árbitro(s): Marius van der Westhuizen |

| 18 de noviembre, 11:00 | Italia                                  | 15 - 31 | Pumas | Estadio Artemio Franchi, Florencia                      |                                                         |
|                        | Penales: (4/4) Canna 12', 20', 32', 48' | Reporte | Tries: 26' Cancelliere 68' Kremer 76' Tuculet Conversiones: 69', 77' Sánchez (2/3) Penales: 11' Hernández (1/1) 45', 53', 59' Sánchez (3/3) | Asistencia: 21 874 espectadores Árbitro(s): Jaco Peyper | Asistencia: 21 874 espectadores Árbitro(s): Jaco Peyper |

| 25 de noviembre, 14:30 | Irlanda | 28 - 19 | Pumas                                                                              | Estadio Aviva, Dublín                                      |                                                            |
|                        | Tries: Stockdale 20', 41' Stander 62' Conversiones: (2/3) Sexton 21', 42' Penales: (3/3) Sexton 3', 13', 74' | Reporte | Tries: 54' Tuculet 70' Leguizamón 80' Montoya Conversiones: 55', 80' Sánchez (2/3) | Asistencia: 51 000 espectadores Árbitro(s): Mathieu Raynal | Asistencia: 51 000 espectadores Árbitro(s): Mathieu Raynal |

## Pumas VII

### Masculino

#### Serie Mundial de Rugby 7
- Seven de Dubái: 11.º puesto, semifinalista de bronce
- Seven de Sudáfrica: 10.º puesto, finalista de bronce
- Seven de Nueva Zelanda: 5.º puesto, campeón de plata
- Seven de Australia: 7.º puesto, semifinalista de plata
- Seven de Estados Unidos: 7.º puesto, semifinalista de plata
- Seven de Canadá: 6.º puesto, finalista de plata
- Seven de Hong Kong: 6.º puesto, finalista de plata
- Seven de Singapur: 13.º puesto, campeón del shield
- Seven de Francia: 9.º puesto, campeón de bronce
- Seven de Inglaterra: 7.º puesto, semifinalista de plata
  - Posición final: 9.º puesto

#### Sudamérica Rugby Sevens
- Seven de Punta del Este: Campeón invicto
- Seven de Viña del Mar: Subcampeón

### Femenino

#### Sudamérica Rugby Sevens
- Seven Sudamericano Femenino: Subcampeón
- Torneo Valentín Martínez: Subcampeón

#### Serie Mundial Femenina de Rugby 7
- Seven Femenino de Estados Unidos: 12.º puesto
- Seven Femenino de Hong Kong (clasificatorio): 10.º puesto

## Argentina XV

### Americas Rugby Championship
Todos los partidos se encuentran en horario de Argentina (UTC -3:00).
| 4 de febrero de 2017 - 22:00 | Canadá                                                                           | 6 - 20  | Argentina XV | Westhills Stadium, Langford                                                     |                                                                                 |
|                              | Penales: · (2/2) Gordon McRorie 11', 61' · Tarjeta: · Lucas Rumball 2' hasta 12' | Reporte | Tries: · 49' Santiago Medrano · 65' Segundo Tuculet · Conversiones: · 50', 67' Domingo Miotti (2/2) · Penales: · 1', 75' Domingo Miotti (2/2) · Tarjeta: · 78' hasta 80' Juan Lescano | Árbitro(s): Kurt Weaver Juez de touch: Harry Mason Juez de touch: Michael Jones | Árbitro(s): Kurt Weaver Juez de touch: Harry Mason Juez de touch: Michael Jones |
| TV: ESPN 2                   |                                                                                  |         | |                                                                                 |                                                                                 |

| 11 de febrero de 2017 - 19:10 | Argentina XV | 57 - 12 | Uruguay | Estadio El Fortín, Bahía Blanca                                                                                         | |
|                               | Tries: Sebastián Cancelliere 16', 23', 48' Domingo Miotti 28' Marcelo Brandi 35' Santiago Montagner 56', 76' Santiago Álvarez Fourcade 59' Fernando Luna 69' Conversiones: (3/5) Domingo Miotti 17', 37', 48' (1/2) Tomás Granella 60' (2/2) Fernando Luna 70', 77' Penales: (0/1) Domingo Miotti | Reporte | Tries: · 12' Santiago Arata · 44' Juan de Freitas · Conversión: · 13' Germán Albanell (1/2) · Tarjetas: · 21' hasta 31' Mateo Sanguinetti · 53' hasta 63' Nicolás Freitas | Asistencia: 6000 espectadores Árbitro(s): Kurt Weaver Juez de touch: Damián Schneider Juez de touch: Santiago Altobelli | Asistencia: 6000 espectadores Árbitro(s): Kurt Weaver Juez de touch: Damián Schneider Juez de touch: Santiago Altobelli |
| TV: ESPN 2                    | |         | | | |

| 18 de febrero de 2017 - 18:00 | Chile | 10 - 45 | Argentina XV | Estadio CAP, Talcahuano                                                                  |                                                                                          |
|                               | Try: · Rodrigo Fernández 68' · Conversión: · (1/1) Francisco González 69' · Penal: · (1/1) Jorge Castillo 7' · Tarjetas: · Claudio Zamorano 33' hasta 43' · Claudio Zamorano 73' | Reporte | Tries: 15' Juan Capiello 41' Fernando Luna 45' Nicolás Solveyra 51' Bautista Delguy 60', 76' Bruno Devoto Conversiones: 13', 42', 46' Juan González (3/3) 53', 61', 76' Fernando Luna (3/3) Penal: 24' Juan González (1/1) | Árbitro(s): Ricardo Sant'Anna Juez de touch: Francisco Saavedra Juez de touch: Luis Díaz | Árbitro(s): Ricardo Sant'Anna Juez de touch: Francisco Saavedra Juez de touch: Luis Díaz |
| TV: ESPN 3                    | |         | |                                                                                          |                                                                                          |

| 25 de febrero de 2017 - 17:40 | Argentina XV | 79 - 7  | Brasil | Estadio Agustín Pichot, Ushuaia                                                           |                                                                                           |
|                               | Tries: · Sebastián Cancelliere 2', 55' · Franco Brarda 18' · Tomás De la Vega 36', 49' · Marcelo Brandi 42' · Germán Schulz 52' · Ignacio Lagarrague 61' · Emiliano Boffelli 73' · Juan Cappiello 68' · Lautaro Bazán Vélez 73', 79' · Conversiones: · (3/5) Domingo Miotti 19', 37', 49' · (4/6) Tomás Granella 52', 53', 66', 69' · (1/1) Emiliano Boffelli 73' · Penales: · (1/1) Domingo Miotti 12' · Tarjeta · Santiago Medrano 57' hasta 67' | Reporte | Try: · 5' Moisés Duque · Conversión: · 6' Moisés Duque (1/1) · Tarjetas · 13' hasta 23' Nick · 41' hasta 51' Gabriel Paganini · 77' hasta 80' Ige | Árbitro(s): Claudio Cativelli Juez de touch: Damián Schneider Juez de touch: Pablo Deluca | Árbitro(s): Claudio Cativelli Juez de touch: Damián Schneider Juez de touch: Pablo Deluca |
| TV: ESPN 2                    | |         | |                                                                                           |                                                                                           |

| 4 de marzo de 2017 - 17:40 | Argentina XV | 27 - 27 | Estados Unidos | Estadio Municipal, Comodoro Rivadavia                                                    |                                                                                          |
|                            | Tries: · Try Penal 40', 52' · Gabriel Ascárate 61' · Conversión: · (1/1) Domingo Miotti 62' · Penales: · (2/2) Domingo Miotti 6', 56' · Tarjeta: · Sebastián Cancelliere 45' | Reporte | Tries: · 28' Will Magie · 36', 79' David Tameilau · 72' Cam Dolan · Conversiones: · 37', 80' Benjamin Cima (2/4) · Penales: · 15' Benjamin Cima (1/1) · Tarjetas: · 40' hasta 50' Mike Te'o · 43' hasta 53' David Tameilau | Árbitro(s): Joaquín Montes Juez de touch: Santiago Altobelli Juez de touch: José Covassi | Árbitro(s): Joaquín Montes Juez de touch: Santiago Altobelli Juez de touch: José Covassi |
| TV: ESPN 2                 | |         | |                                                                                          |                                                                                          |

- Posición final: Subcampeón con cuatro victorias y un empate.

### Sudamérica Rugby Cup
Todos los partidos se encuentran en horario de Argentina (UTC -3:00).
| 3 de junio, 15:45 | Chile | 15 - 31 | Argentina XV | Estadio Municipal de La Pintana, Santiago |                                |
|                   |       | Reporte |              | Árbitro(s): Francisco González            | Árbitro(s): Francisco González |

| 7 de octubre, 15:45 | Uruguay | 33 - 38 | Argentina XV | Estadio Charrúa, Montevideo, Uruguay |                              |
|                     |         | Reporte |              | Árbitro(s): Henrique Platais         | Árbitro(s): Henrique Platais |

- Posición final: Campeón invicto.

### Nations Cup
Todos los partidos se encuentran en horario de Argentina (UTC -3:00).
| 10 de junio, 13:15 | Argentina XV | 38 - 39 | Rusia | Estadio Charrúa, Montevideo  |                              |
|                    |              | Reporte |       | Árbitro(s): Vlad Iordachescu | Árbitro(s): Vlad Iordachescu |
| TV: DirecTV Sports |              |         |       |                              |                              |

| 14 de junio, 13:15 | Argentina XV | 37 - 5  | España | Estadio Charrúa, Montevideo |                            |
|                    |              | Reporte |        | Árbitro(s): Joaquín Montes  | Árbitro(s): Joaquín Montes |
| TV: DirecTV Sports |              |         |        |                             |                            |

| 18 de junio, 13:15 | Argentina XV | 15 - 10 | Italia A | Estadio Charrúa, Montevideo     |                                 |
|                    |              | Reporte |          | Árbitro(s): Iñigo Atorrasagasti | Árbitro(s): Iñigo Atorrasagasti |
| TV: DirecTV Sports |              |         |          |                                 |                                 |

- Posición final: Tercero con dos victorias y una derrota.

### Amistosos ante Toulon
Todos los partidos se encuentran en horario de Argentina (UTC -3:00).
| 29 de julio, 13:10 | Argentina XV | 45 - 24 | RC Toulon | La Catedral del CASI, San Isidro |  |

| 4 de agosto, 21:00 | Argentina XV | 29 - 36 | RC Toulon | Tucumán Lawn Tennis, Tucumán |  |

### Americas Pacific Challenge
Todos los partidos se encuentran en horario de Argentina (UTC -3:00).
| 7 de octubre, 15:00 | Argentina XV | 71 - 17 | Canadá A | Estadio Charrúa, Montevideo |  |
|                     |              | Reporte |          |                             |  |

| 11 de octubre, 14:00 | Argentina XV | 85 - 14 | Samoa A | Estadio Charrúa, Montevideo |  |
|                      |              | Reporte |         |                             |  |

| 15 de octubre, 17:30 | Uruguay XV | 7 - 82  | Argentina XV | Estadio Charrúa, Montevideo |  |
|                      |            | Reporte |              |                             |  |

- Posición final: Campeón con tres victorias.

## Jaguares

### Fase regular
En su segunda temporada en el Super Rugby, los Jaguares obtuvieron siete victorias y ocho derrotas, por lo que el equipo finalizó tercero en la Conferencia África 2 y cuarto en el Grupo Sudafricano.
Todos los partidos se encuentran en horario de Argentina (UTC -3:00).
| 25 de febrero, 12:15 | Kings | 26 - 39 | Jaguares | Estadio Nelson Mandela Bay, Puerto Elizabeth |                         |
|                      | Tries: · Makazole Mapimpi 66' · Luzuko Vulindlu 80' · Conversiones: · (2/2) Lionel Cronjé 66', 80' · Penales: · (4/4) Lionel Cronjé 4', 6', 8', 21' · Tarjeta: · Ross Geldenhuys 22' hasta 32' | Reporte | Tries: · 15' Gonzalo Bertranou · 53' Leonardo Senatore · 56' Joaquín Tuculet · Conversiones: · 16' Joaquín Díaz Bonilla (1/1) · 54', 58' Santiago González Iglesias (2/2) · Penales: · 2', 22', 32' Joaquín Díaz Bonilla (3/3) · 40', 47', 50' Santiago González Iglesias (3/3) · Tarjetas: · 73' Felipe Ezcurra · 79' Matías Moroni | Árbitro(s): Jaco Peyper                      | Árbitro(s): Jaco Peyper |
| TV: ESPN 2           | |         | |                                              |                         |

| 4 de marzo, 12:15 | Stormers | 32 - 25 | Jaguares | Newlands Stadium, Ciudad del Cabo |                         |
|                   | Tries: EW Viljoen 24' Jano Vermaak 26' Try Penal 64' SP Marais 7173' Conversiones: (2/2) Jean-Luc du Plessis 24', 27' (0/1) Robert Du Preez Penales: (2/3) Jean-Luc du Plessis 12', 43' | Reporte | Tries: · 15' Agustín Creevy · 52', 67' Santiago Cordero · Conversiones: · 53' Nicolás Sánchez (1/2) · 68' Santiago González Iglesias (1/1) · Penales: · 6', 40' Nicolás Sánchez (2/3) · Tarjetas: · 61' hasta 71' Pablo Matera · 63' hasta 73' Matías Moroni | Árbitro(s): Jaco Peyper           | Árbitro(s): Jaco Peyper |
| TV: ESPN 2        | |         | |                                   |                         |

| 11 de marzo, 16:40 | Jaguares | 36 - 24 | Lions | Estadio José Amalfitani, Buenos Aires |                         |
|                    | Tries: · Joaquín Tuculet 4' · Ramiro Moyano 16' · Jerónimo de la Fuente 52' · Nicolás Sánchez 59' · Conversiones: · (2/4) Nicolás Sánchez 17', 59' · Penales: · (4/6) Nicolás Sánchez 7', 25', 32', 43' · Tarjeta: · Tomás Lezana 71' hasta 80' | Reporte | Tries: · 11', 79' Warren Whiteley · 47' Jacques van Rooyen · 73' Malcolm Marx · Conversiones: · 12' Shaun Reynolds (1/2) · 79' Jaco van der Walt (1/2) · Penal: · Shaun Reynolds (0/1) · Tarjetas: · 20' hasta 30' Andries Ferreira · 55' hasta 65' Robbie Coetzee | Árbitro(s): Nick Briant               | Árbitro(s): Nick Briant |
| TV: ESPN2          | |         | |                                       |                         |

| 18 de marzo, 16:40 | Jaguares | 41 - 14 | Cheetahs                                                                                | Estadio José Amalfitani, Buenos Aires |                           |
|                    | Tries · Ramiro Moyano 6', 28', 75' · Matías Alemanno 21' · Try penal 80' · Conversiones · (4/4) Juan Martín Hernández 7', 21', 29', 76' · Penales · (2/2) Juan Martín Hernández 18', 51' · Tarjeta · Santiago González Iglesias 72' hasta 80' | Reporte | Tries 25' Michael van der Spuy 72' Joseph Dweba Conversiones 27', 73' Niel Marais (2/2) | Árbitro(s): Paul Williams             | Árbitro(s): Paul Williams |
| TV: ESPN2          | |         |                                                                                         |                                       |                           |

| 25 de marzo, 16:40 | Jaguares | 22 - 8  | Reds | Estadio José Amalfitani, Buenos Aires |                         |
|                    | Tries · Jerónimo de la Fuente 19', 48' · Ramiro Moyano 26' · Conversiones · (2/3) Juan Martín Hernández 20', 50' · Penales · (1/2) Juan Martín Hernández 39' · Tarjeta · Bautista Ezcurra 63' hasta 73' | Reporte | Try · 57' Scott Higginbotham · Conversión · Jake McIntyre (0/1) · Penal · 33' Jake McIntyre (1/1) · Tarjetas · 17' hasta 27' Eto Nabuli · 18' hasta 28' Kane Douglas | Árbitro(s): Mike Fraser               | Árbitro(s): Mike Fraser |
| TV: ESPN2          | |         | |                                       |                         |

| 8 de abril, 10:05 | Sharks | 18 - 13 | Jaguares | Kings Park Stadium, Durban |  |
|                   |        | Reporte |          |                            |  |
| TV: ESPN          |        |         |          |                            |  |

| 15 de abril, 14:30 | Bulls | 26 - 13 | Jaguares | Estadio Loftus Versfeld, Pretoria |  |
|                    |       | Reporte |          |                                   |  |
| TV: ESPN 2         |       |         |          |                                   |  |

| 21 de abril, 14:00 | Lions | 24 - 21 | Jaguares | Estadio Ellis Park, Johannesburgo |  |
|                    |       | Reporte |          |                                   |  |
| TV: ESPN 2         |       |         |          |                                   |  |

| 29 de abril, 16:40 | Jaguares | 25 - 33 | Sharks | Estadio José Amalfitani, Buenos Aires |  |
|                    |          | Reporte |        |                                       |  |
| TV: ESPN 2         |          |         |        |                                       |  |

| 6 de mayo, 18:40 | Jaguares | 46 - 39 | Sunwolves | Estadio José Amalfitani, Buenos Aires |  |
|                  |          | Reporte |           |                                       |  |
| TV: ESPN 2       |          |         |           |                                       |  |

| 13 de mayo, 18:40 | Jaguares | 6 - 16  | Force | Estadio José Amalfitani, Buenos Aires |  |
|                   |          | Reporte |       |                                       |  |
| TV: ESPN 2        |          |         |       |                                       |  |

| 27 de mayo, 18:40 | Jaguares | 15 - 39 | Brumbies | Estadio José Amalfitani, Buenos Aires |  |
|                   |          | Reporte |          |                                       |  |
| TV: ESPN 2        |          |         |          |                                       |  |

| 30 de junio, 20:05 | Jaguares | 30 - 31 | Kings | Estadio José Amalfitani, Buenos Aires |  |
|                    |          | Reporte |       |                                       |  |
| TV: ESPN 2         |          |         |       |                                       |  |

| 8 de julio, 06:45 | Waratahs | 27 - 40 | Jaguares | Allianz Stadium, Sydney |  |
|                   |          | Reporte |          |                         |  |
| TV: ESPN 2        |          |         |          |                         |  |

| 14 de julio, 06:45 | Rebels | 29 - 32 | Jaguares | AAMI Park, Melbourne |  |
|                    |        | Reporte |          |                      |  |
| TV: ESPN 2         |        |         |          |                      |  |

## Pumas M20 y M19
- Sudamericano Juvenil M19: Campeón
- Campeonato Mundial M20: 11.º puesto

## Torneos de selecciones provinciales

### Campeonato Argentino de Rugby
| Pos | Equipo       | Puntos |
| --- | ------------ | ------ |
| 1   | Buenos Aires | 20     |
| 2   | Tucumán      | 19     |
| 3   | Cordobesa    | 11     |
| 4   | Salta        | 9      |
| 5   | Cuyo         | 8      |
| 6   | Rosario      | 7      |

Zona Ascenso A
| Pos | Equipo        | Puntos |
| --- | ------------- | ------ |
| 1   | Mar del Plata | 21     |
| 2   | Nordeste      | 19     |
| 3   | Uruguay XV    | 13     |
| 4   | Entrerriana   | 10     |
| 5   | Santafesina   | 7      |
| 6   | Sur           | 1      |

Zona Ascenso B
| Pos | Equipo      | Puntos |
| --- | ----------- | ------ |
| 1   | Santiagueña | 20     |
| 2   | Alto Valle  | 19     |
| 3   | Oeste       | 10     |
| 4   | Sanjuanina  | 9      |
| 5   | Chubut      | 7      |
| 6   | Austral     | 4      |

### Seven de la República
8-9 de diciembre
Zona Campeonato
| Pos                     | Equipo           |
| ----------------------- | ---------------- |
| Campeón de Oro          | Tucumán          |
| Final de Oro            | Córdoba          |
| Semifinales de Oro      | Buenos Aires     |
| Semifinales de Oro      | Tierra del Fuego |
| Campeón de Plata        | Santafesina      |
| Final de Plata          | Entrerriana      |
| Semifinales de Plata    | Cuyo             |
| Semifinales de Plata    | Nordeste         |
| Campeón de Bronce       | Salta            |
| Final de Bronce         | San Juan         |
| Semifinales de Bronce   | Mar del Plata    |
| Semifinales de Bronce   | Lagos del Sur    |
| Semifinales de descenso | Rosario          |
| Semifinales de descenso | Santiagueña      |
| Final de descenso       | Misiones         |
| Descenso                | Sur              |

Zona Ascenso
| Pos                   | Equipo      |
| --------------------- | ----------- |
| Campeón de Oro        | Uruguay     |
| Final de Oro          | Paraguay    |
| Semifinales de Oro    | Austral     |
| Semifinales de Oro    | Chubut      |
| Campeón de Plata      | Formosa     |
| Final de Plata        | Oeste       |
| Semifinales de Plata  | Alto Valle  |
| Semifinales de Plata  | San Luis    |
| Campeón de Bronce     | Andina      |
| Final de Bronce       | Jujuy       |
| Semifinales de Bronce | Misiones    |
| Semifinales de Bronce | Santiagueña |

## Torneos nacionales de clubes
- Zonas del Nacional de Clubes y Torneo del Interior 2017[1]

| - Hindú - Belgrano - San Luis - Regatas | - Newman - SIC - CUBA |

| - CASI - Alumni - La Plata - Pucará - Atlético del Rosario |

### Torneo Nacional de Clubes A
| Posición                  | Equipo                | Región   |
| ------------------------- | --------------------- | -------- |
| Campeón                   | Hindú                 | URBA     |
| Subcampeón                | Tala                  | Centro   |
| Semifinales de campeonato | Belgrano              | URBA     |
| Semifinales de campeonato | San Luis              | URBA     |
| Cuartos de campeonato     | Newman                | URBA     |
| Cuartos de campeonato     | Regatas Bella Vista   | URBA     |
| Cuartos de campeonato     | Tucumán Rugby         | Noroeste |
| Cuartos de campeonato     | Urú Curé              | Centro   |
| Cuartos de descenso       | Huirapuca             | Noroeste |
| Cuartos de descenso       | Los Tarcos            | Noroeste |
| Cuartos de descenso       | Universitario Tucumán | Noroeste |
| Cuartos de descenso       | CRAI                  | Litoral  |
| Semifinales de descenso   | SIC                   | URBA     |
| Semifinales de descenso   | Duendes               | Litoral  |
| Final de descenso         | CUBA                  | URBA     |
| Descenso                  | Old Resian            | Litoral  |

### Torneo Nacional de Clubes B
| Posición               | Equipo                | Región   |
| ---------------------- | --------------------- | -------- |
| Campeón                | Atlético Rosario      | URBA     |
| Subcampeón             | Jockey de Córdoba     | Centro   |
| Semifinales de ascenso | La Plata              | URBA     |
| Semifinales de ascenso | Jockey de Rosario     | Litoral  |
| Cuartos de ascenso     | Alumni                | URBA     |
| Cuartos de ascenso     | CASI                  | URBA     |
| Cuartos de ascenso     | Pucará                | URBA     |
| Cuartos de ascenso     | Old Christians        | Uruguay  |
| Primera fase           | Jockey de Villa María | Centro   |
| Primera fase           | Universitario Salta   | Noroeste |
| Primera fase           | Jockey de Salta       | Noroeste |
| Primera fase           | Mar del Plata         | Pampeana |
| Primera fase           | IPR Sporting          | Pampeana |
| Primera fase           | Old Boys              | Uruguay  |
| Final de descenso      | Liceo                 | Oeste    |
| Descenso               | Cardenales            | Noroeste |

### Torneo del Interior A
| Posición                | Equipo              | Región     |
| ----------------------- | ------------------- | ---------- |
| Campeón                 | La Tablada          | Centro     |
| Subcampeón              | Gimnasia y Esgrima  | Litoral    |
| Semifinales de ascenso  | Los Tordos          | Oeste      |
| Semifinales de ascenso  | Natación y Gimnasia | Noroeste   |
| Cuartos de ascenso      | Palermo Bajo        | Centro     |
| Cuartos de ascenso      | Córdoba Athletic    | Centro     |
| Cuartos de ascenso      | Santa Fe Rugby      | Litoral    |
| Cuartos de ascenso      | Marista             | Oeste      |
| Cuartos de descenso     | Estudiantes         | Litoral    |
| Cuartos de descenso     | CURNE               | Noreste    |
| Cuartos de descenso     | Taragüy             | Noreste    |
| Cuartos de descenso     | Sportiva            | Pampeana   |
| Semifinales de descenso | Neuquén Rugby       | Patagónica |
| Semifinales de descenso | Comercial           | Pampeana   |
| Final de descenso       | Peumayén            | Oeste      |
| Descenso                | San Ignacio         | Pampeana   |

### Torneo del Interior B
| Posición               | Equipo                      | Región     |
| ---------------------- | --------------------------- | ---------- |
| Campeón                | Carrasco Polo               | Uruguay    |
| Subcampeón             | Universitario Córdoba       | Centro     |
| Semifinales de ascenso | Provincial                  | Litoral    |
| Semifinales de ascenso | Tucumán Lawn Tennis         | Noroeste   |
| Cuartos de ascenso     | Marabunta                   | Patagónica |
| Cuartos de ascenso     | Teqüé                       | Oeste      |
| Cuartos de ascenso     | Universitario Mar del Plata | Pampeana   |
| Cuartos de ascenso     | Universitario Santa Fe      | Litoral    |
| Primera fase           | Córdoba Rugby               | Centro     |
| Primera fase           | Santiago Lawn Tennis        | Noroeste   |
| Primera fase           | Los Cardos                  | Pampeana   |
| Primera fase           | Banco                       | Oeste      |
| Primera fase           | Bigornia                    | Patagónica |
| Primera fase           | Sixty                       | Noreste    |
| Primera fase           | San Patricio                | Noreste    |
| Primera fase           | Trébol                      | Uruguay    |

## Torneos regionales de clubes

### Torneo de la URBA
Etapa regular
| Pos | Equipo               | Victorias | Empates | Derrotas | Puntos |
| --- | -------------------- | --------- | ------- | -------- | ------ |
| 1   | Pucará               | 14        | 1       | 7        | 67     |
| 2   | SIC                  | 14        | 1       | 7        | 66     |
| 3   | Alumni               | 14        | 2       | 6        | 66     |
| 4   | Hindú                | 14        | 0       | 8        | 65     |
| 5   | CUBA                 | 13        | 1       | 8        | 63     |
| 6   | Belgrano Athletic    | 12        | 1       | 9        | 55     |
| 7   | Newman               | 10        | 1       | 11       | 49     |
| 8   | San Luis             | 9         | 2       | 11       | 46     |
| 9   | CASI                 | 8         | 0       | 13       | 39     |
| 10  | Regatas Bella Vista  | 7         | 2       | 13       | 39     |
| 11  | La Plata             | 7         | 0       | 15       | 36     |
| 12  | Atlético del Rosario | 3         | 1       | 17       | 18     |

Fase final
| Pos         | Equipo |
| ----------- | ------ |
| Campeón     | Hindú  |
| Subcampeón  | Alumni |
| Semifinales | Pucará |
| Semifinales | SIC    |

### Torneo Regional del Noroeste
| Pos         | Equipo              |
| ----------- | ------------------- |
| Campeón     | Natación y Gimnasia |
| Subcampeón  | Lawn Tennis         |
| Semifinales | Tucumán Rugby       |
| Semifinales | Los Tarcos          |